# Claudio Turella
Claudio Turella (Roncoferraro, 19 aprile 1951) è un ex calciatore italiano, di ruolo attaccante.

## Carriera

### Giocatore
Debuttò in Serie D nel 1968 con il Rovereto, prima di passare al Foggia, che a sua volta lo girò al Brindisi, in C. Negli anni successivi continuò a calcare i campi della terza serie con le maglie di Potenza, Prato e Mantova.

Turella (accosciato, secondo da destra) nel Parma del 1977-1978

Nella stagione 1974-1975 debuttò in Serie B con il Novara; fu contro gli azzurri che, l'anno successivo, segnò il gol decisivo per la promozione in Serie A del Foggia, squadra a cui aveva fatto ritorno. Durante l'annata 1975-1976, vestendo la maglia del Foggia, balzò agli onori delle cronache per aver siglato una doppietta al San Paolo contro il Napoli di Vinicio in un incontro di Coppa Italia.
Negli ultimi anni della sua carriera giocò tra Serie C1 e C2 con Parma, Montecatini, Fano ed Alessandria.
Complessivamente conta 59 presenze ed 11 reti in Serie B con le maglie di Novara e Foggia.

### Dopo il ritiro
Dopo aver interrotto la carriera da calciatore diventò assicuratore a Roncoferraro, suo paese d'origine. In seguito ha allenato diverse squadre dilettantistiche del mantovano. Dal 2010 è stato responsabile del settore giovanile del Mantova. Nel 2013 è nei quadri dirigenziali del Trento.

## Palmarès

### Giocatore
- Campionato italiano Serie D: 1

Rovereto: 1968-1969 (girone C)